# Maxwellite
La maxwellite è un minerale appartenente al gruppo della tilasite.